# YW 531H
YW 531H (Type 85) – chiński transporter opancerzony. Jest to zmodernizowana wersja transportera YW 531 wyposażona w dłuższy kadłub.

## Wersje
- YW 531H - wersja podstawowa uzbrojona w wkm kalibru 12,7 mm.
- YW307 - bojowy wóz piechoty wyposażony w jednoosobową wieżę z armatą automatyczną kalibru 25 mm.
- YW 309 - bojowy wóz piechoty wyposażony w wieżę przejętą z bwp WZ 501, uzbrojenie składa się z armaty 73 mm, karabinu maszynowego kalibru 7,62 mm i wyrzutni ppk (analogiczne jak w BWP-1).
- NVH-4 - prototypowa wersja eksportowa. Odmiana wersji YW 307 uzbrojona w brytyjską armatę Rarden kalibru 30 mm lub amerykańską M242 kalibru 25 mm.
- YW 531H ARV - wóz dowodzenia
- YW 534 (Type 89) - wersja wyposażona w dłuższy i szerszy kadłub. Uzbrojenie stanowi wkm kalibru 12,7 mm, którego strzelec chroniony jest pancerną osłoną.
- M1973 (VTT-323) - wersja licencyjna produkowana w Korei Północnej. Wersja podstawowa jest uzbrojona w wkm kalibru 14,5 mm i km kalibru 7,62 mm umieszczone w obrotowej wieży. Część wozów jest dodatkowo uzbrojonych w ppk 9M14 Malutka lub wyrzutnie rakiet przeciwlotniczych 9K32 Strzała-2 (lub nowsze 9K310 Igla-1). Poza wersją podstawową w Korei Północnej produkowany jest samobieżny moździerz i wyrzutnia pocisków rakietowych wykorzystujące podwozie i kadłub M1973.